# Рид, Эллисон
Эллисон Линн Рид (англ. Allison Lynn Reed; род. 8 июня 1994, Каламазу, Мичиган) — американская фигуристка, выступающая в танцах на льду. На международном уровне представляла Грузию, Израиль и Литву.
Рид начинала карьеру одиночницей, а впоследствии перешла в танцы на льду. Её первым партнёром был грузин Отар Джапаридзе, с которым она участвовала в Олимпийских играх (2010). Затем три сезона каталась за Израиль в паре с Василием Роговым (2012—2015). В 2017 году образовала танцевальный дуэт с Саулюсом Амбрулявичюсом, став совместно с ним трёхкратной чемпионкой Литвы, бронзовым призёром чемпионата Европы (2024) и участницей чемпионатов мира.
По состоянию на ноябрь 2021 года Рид и Амбрулявичюс занимали девятнадцатое место в рейтинге Международного союза конькобежцев.

## Семья
Мать Рид — японка, отец — американец, старшие брат и сестра, Кэти и Крис, выступали в танцах на льду за Японию. Кэти завершила карьеру весной 2015 года, а Крис весной 2018.

## Карьера

### За Грузию
До 2009 года и объединения в пару с грузинским фигуристом Отаром Джапаридзе, Эллисон никогда не участвовала ни в каких соревнованиях, хотя начала заниматься фигурным катанием когда ей было 3 года. Уже в сентябре 2009 года, на первом своём международном старте, турнире «Nebelhorn Trophy», заняв 12-е место, они завоевали для Грузии одно место в танцах на льду на Олимпийские игры в Ванкувере. В январе 2010 года Эллисон Рид было предоставлено грузинское гражданство с тем, чтобы она могла выступить за страну на Играх. На Олимпиаде дуэт занял 22-е место, а на последовавшем чемпионате мира 21-е.
В сезоне 2010/2011 пара завоевала серебро турнира «Icechallenge», а на крупных международных соревнованиях, таких как чемпионат Европы и мира, не значительно улучшила свои результаты. После окончания сезона пара распалась, Эллисон перешла в группу к Галит Хайт, а Отар планировал завершить любительскую карьеру.

### За Израиль
Пропустив сезон 2011/2012 Эллисон встала в пару с израильским фигуристом Василием Роговым и на международном уровне начала представлять Израиль. Их первым совместным турниром стал Nebelhorn Trophy 2012, где они заняли 13-е место. На следующий год они боролись на Nebelhorn Trophy 2013 за право выступать на сочинской Олимпиаде, но выступление было неудачным и пара пропустила Олимпийские игры. Однако на следующий год на том же турнире пара выступила неплохо и улучшила свои достижения в произвольном танце. В дальнейшем пара прекратила своё существование и Эллисон перебралась в Литву и стала выступать за эту прибалтийскую республику.

### За Литву
Новый олимпийский сезон литовские фигуристы начали дебютом на турнире Мемориал Ондрея Непелы, где финишировали в шестёрке. В конце месяца пара приняла участие в Оберсдорфе, где на квалификационном турнире Небельхорн, они финишировали в середине десятки и не сумели завоевать для своей страны путёвку на зимние Олимпийские игры. При этом им удалось улучшить свои прежние достижения в сумме и коротком танце; были выполнены техминимумы на текущие чемпионаты. В конце ноября спортсмены приняли участие в турнире в Таллине, где финишировали в середине первой десятке. Затем спортсмены по ряду причин пропустили ряд соревнований, в том числе континентальный чемпионат. В конце марта они выступали в Милане на мировом чемпионате, где финишировали в конце двадцатки. Им удалось улучшить все свои прежние свои достижения.
В следующем сезоне пара дебютировала на чемпионате Европы и серии Гран-при. На мировом чемпионате в Японии Рид заняла самое высокое место в своей карьере, и пара улучшила все свои прежние достижения. Следующего крупного успеха пара добилась в сентябре 2019 на турнире Nebelhorn.
В марте 2021 года на чемпионате мире в Стокгольме пара уверенно получила право на участие в зимних Олимпийских игр в Пекине. Однако в сентябре 2021 года президент Литвы Гитанас Науседа отказал Рид в праве получения гражданства. Понимая, что танцорам не получиться выступить на Олимпийских играх, спортсмены решили продолжить сезон и сумели добиться для литовских спортсменов возможности право на следующий год заявить по две пары на европейский и мировой чемпионаты.

## Программы
(с В.Роговым)
| Сезон     | Оригинальный/Короткий танец                                      | Произвольный танец |
| --------- | ---------------------------------------------------------------- | --- |
| 2013—2014 | Фокстрот: Hit the Road Jack Квикстеп: Rhythm                     | Pirates of the Carribean Up Is Down Ханс Циммер He's A Pirate Клаус Бадельт Two Hornpipes (Tortuga) Ханс Циммер Moonlight Serenade Клаус Бадельт |
| 2012—2013 | Вальс: Claudia’s Waltz Полька: A Rambler’s Life The Dreadnoughts | «Вакханалия» из оперы «Самсон и Далила» Камиль Сен-Санс                                                                                          |

(с О.Джапаридзе)
| Сезон     | Оригинальный/Короткий танец                                                     | Произвольный танец                                        |
| --------- | ------------------------------------------------------------------------------- | --------------------------------------------------------- |
| 2010—2011 | Вальс: «Desde el Alma» Хуан Д'Ариензо Танго: «Building the Bullet» Луис Бакалов | «The Messiah Will Come Again» «Oh, Pretty Woman» Гэри Мур |
| 2009—2010 | Грузинские народные танцы: Bukinagari и Iloumi                                  | «Crusaders of the Light» и «Preliator» Yoav Goren         |

## Результаты

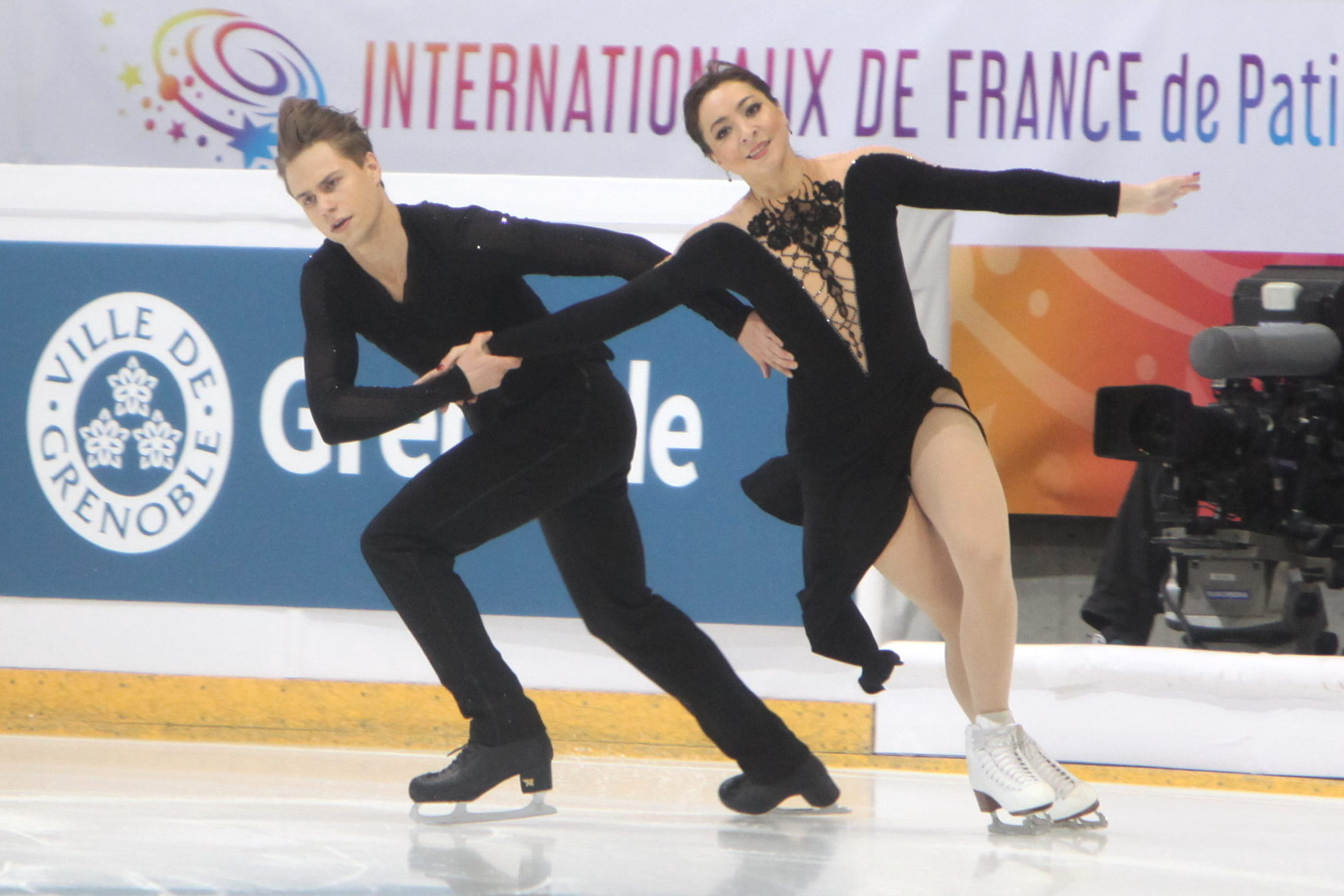
Саулюс Амбрулявичюс и Эллисон Рид
на Гран-при Франции (2018)

| За Грузию с Отаром Джапаридзе |       |       |
| Соревнования                  | 09/10 | 10/11 |
| Международные                 |       |       |
| Олимпийские игры              | 22    |       |
| Чемпионат мира                | 21    | 18    |
| Чемпионат Европы              | 19    | 17    |
| Золотой конёк                 |       | 4     |
| Ice Challenge                 |       | 2     |
| Nebelhorn Trophy              | 12    |       |
| Мемориал Романа               | 9     |       |

| В паре с Василием Роговым за Израиль |       |       |       |
| Соревнования                         | 12/13 | 13/14 | 14/15 |
| Международные                        |       |       |       |
| Чемпионат мира                       | 23    | 30    | 20    |
| Чемпионат Европы                     |       | 24    | 16    |
| Nebelhorn Trophy                     | 13    | 18    | 6     |
| Finlandia Trophy                     |       |       | 5     |
| U.S. Classic                         |       | 10    |       |
| Ukrainian Open                       |       | 6     |       |
| NRW Trophy                           | 6     | 4     |       |
| Золотой конёк                        | 7     | 7     |       |
| Мемориал Романа                      | 10    |       |       |

| Выступления за Литву с Саулюсом Амбрулявичюсом |       |       |       |       |       |       |       |       |
| Соревнования                                   | 17/18 | 18/19 | 19/20 | 20/21 | 21/22 | 22/23 | 23/24 | 24/25 |
| Международные                                  |       |       |       |       |       |       |       |       |
| Чемпионат мира                                 | 20    | 17    |       | 15    | 10    | 7     | 6     |       |
| Чемпионат Европы                               |       | 13    | 11    |       | 8     | 4     | 3     | 6     |
| Гран-при России                                |       | 6     | 5     | 7     | 7     |       |       |       |
| Гран-при Франции                               |       | 9     | 10    |       | 8     |       |       |       |
| Finlandia Trophy                               |       |       | 5     |       |       |       |       |       |
| Lombardia Trophy                               |       |       | 6     |       |       | 2     |       |       |
| NHK Trophy                                     |       |       |       |       |       | 4     | 3     |       |
| Skate Canada                                   |       |       |       |       |       |       | 3     |       |
| Nebelhorn Trophy                               | 7     |       | 7     |       |       | 2     | 2     |       |
| Мемориал Непелы                                | 6     |       |       |       |       |       |       |       |
| Золотой конёк Загреба                          |       |       |       |       | 2     | 2     | 1     |       |
| Tallinn Trophy                                 | 8     |       |       |       |       |       |       |       |
| Budapest Trophy                                |       |       |       |       | 2     |       |       |       |
| Bavarian Open                                  |       |       | 1     |       |       |       |       |       |
| Halloween Cup                                  |       | 2     |       |       |       |       |       |       |
| Volvo Open Cup                                 |       | 5     |       |       |       |       |       |       |
| Santa Claus Cup                                | 5     |       |       |       |       |       |       |       |
| Национальные                                   |       |       |       |       |       |       |       |       |
| Чемпионат Литвы                                | 1     |       | 1     |       | 1     |       |       |       |